# 29402 Obelix
29402 Obelix este o planetă minoră (asteroid), cu un diametru de 7,444 km, din centura de asteroizi. A fost descoperită pe 14 octombrie 1996 la Observatorul Kleť de Miloš Tichý⁠(d) și a fost numită după Obelix⁠(d). 
Obiectul prezintă o orbită caracterizată de o semiaxă mare de 3,0884272 UAi, o excentricitate de 0,04, o înclinație de 8,23428 ° în raport cu ecliptica.